# Rockhampton
Rockhampton è una città australiana, capoluogo dell'omonima Local Government Area, nel Queensland. A giugno 2015 contava 80 665 abitanti. La città sorge sul fiume Fitzroy, a circa 40 chilometri dalla foce del fiume e circa 600 chilometri a nord dalla capitale dello stato, Brisbane. Rockhampton ospita un numero significativo di uffici amministrativi del governo, di comunità e di importanti imprese, operanti nella parte centrale dello stato.
A Rockhampton vi sono oltre 300 giorni di sole all'anno, cosa che comporta importanti attività nel settore del turismo per tutto l'anno e numerose attività all'aperto. Le maggiori attrazioni includono il Riverbank Parklands, un parco a tema situato sulle rive del fiume Fitzroy; il Capricorn Coast, la fascia costiera tra Yeppoon e Emu Park e la Great Keppel Island, una grande isola vicina alla Costa del Capricorno, il cui territorio è, per la maggior parte, un parco nazionale.
A Rockhampton nacque nel 1938 l'ex tennista australiano Rod Laver.